# Stand by Me (canção de Ben E. King)
"Stand by Me" é uma canção, originalmente interpretada pelo cantor e compositor americano Ben E. King, e escrita por King, Jerry Leiber e Mike Stoller. De acordo com King, o título é derivado e inspirado por uma canção gospel escrito por Sam Cooke e J. W. Alexander chamado "Stand by Me Father", gravado pelos Soul Stirrers com Johnnie Taylor como vocalista. A terceira linha do segundo verso do primeiro trabalho deriva do Salmo 46: 2c / 3c. Houve mais de 400 versões gravadas da música, interpretadas por muitos artistas. Foi apresentado na trilha sonora do filme Conta Comigo, de 1986, e um videoclipe correspondente foi lançado para promover o filme.
Em 2012, estimou-se que os royalties da música haviam chegado a 17 milhões de libras, tornando-se a sexta maior música a receber a partir daquele momento. 50% dos royalties foram pagos a King.
Em 2015, a versão original de King foi introduzida no National Recording Registry pela Biblioteca do Congresso, como "cultural, histórica ou esteticamente significativa", pouco menos de cinco semanas antes de sua morte. No final do ano, a formação de 2015 do grupo The Drifters gravou-a, em homenagem a King.

## Informação da música
De acordo com o documentário History of Rock 'n' Roll, Ben E. King não tinha intenção de gravar a música. King havia escrito para os Drifters, que passaram a registrá-lo. Depois da sessão de gravação do "Spanish Harlem", ele ficou com algum tempo de estúdio. Os produtores da sessão, Jerry Leiber e Mike Stoller, perguntaram se ele tinha mais músicas. King tocou no piano para eles. Eles gostaram e ligaram para os músicos de estúdio para gravá-lo
Stoller lembra isso de maneira diferente:
Lembro-me de chegar ao nosso escritório enquanto Jerry e Ben estavam trabalhando nas letras de uma nova música. King teve o início de uma melodia que ele estava cantando a cappella. Fui ao piano e trabalhei as harmonias, desenvolvendo um padrão de baixo que se tornou a assinatura da música. Ben e Jerry rapidamente terminaram as letras ...
Em outra entrevista, Stoller disse:
Ben E. teve o começo de uma música - tanto palavras quanto música. Ele trabalhou nas letras junto com Jerry, e eu adicionei elementos à música, particularmente a linha de baixo. Até certo ponto, é baseado em uma música gospel chamada "Lord Stand By Me". Tenho a sensação de que Jerry e Ben E. foram inspirados por isso. Ben, claro, tinha um forte histórico na música da igreja. Ele é um escritor de 50% na música, e Jerry e eu somos 25% cada .... Quando entrei, Jerry e Ben E. estavam trabalhando nas letras de uma música. Eles estavam em uma velha mesa de carvalho que tínhamos no escritório. Jerry estava sentado atrás dele e Benny estava sentado no topo. Eles olharam para cima e disseram que estavam escrevendo uma música. Eu disse: "Deixe-me ouvir" ... Ben começou a cantar a música a cappella. Fui até o piano vertical e encontrei as mudanças de acordes por trás da melodia que ele estava cantando. Foi na chave de A. Então eu criei uma linha de baixo. Jerry disse: "Cara é isso!" Usamos meu padrão de baixo como ponto de partida e, mais tarde, usamos como base para o arranjo de cordas criado por Stanley Applebaum.
O pessoal da música incluiu Romeo Penque no sax, Ernie Hayes no piano, Al Caiola e Charles McCracken nas guitarras, Lloyd Trotman no contrabaixo, Phil Kraus na percussão, e Gary Chester na bateria, além de um refrão mixado sem palavras e cordas. Créditos de composição no single foram mostrados como King e Elmo Glick - um pseudônimo usado por Leiber e Stoller.
O recorde de King ficou em primeiro lugar nas paradas de R&B e foi um dos dez maiores sucessos nas paradas dos EUA duas vezes - em seu lançamento original, entrando na parada da Billboard em 13 de maio de 1961 e chegando ao quarto lugar em 16 de junho de 1961, e um relançamento de 1986 coincidindo com seu uso como tema do filme homônimo após sua aparição no filme, quando alcançou o 9º lugar em 20 de dezembro de 1986 até 3 de janeiro de 1987, e também em um anúncio para Levi Jeans. Ele também alcançou o primeiro lugar no UK Singles Chart em 1987, após seu relançamento, principalmente por causa do Jeans, originalmente alcançando o número 27 em seu primeiro lançamento.
A música não foi lançada em um álbum até que saiu como single por dois anos. A música apareceu no álbum de King, Don't Play That Song!.
A música ficou em 122º lugar na lista das 500 Maiores Músicas de Todos os Tempos da Rolling Stone. Em 1999, o BMI nomeou-o como a quarta música mais tocada do século 20, com cerca de sete milhões de apresentações.
Em 27 de março de 2012, o Hall of Fame dos Compositores anunciou que a música receberia seu Prêmio de Canção Elevada de 2012 e que King seria homenageado com o Prêmio de Desempenho de Towering de 2012 por sua gravação dele.

### Estrutura
A música usa uma versão da progressão de acordes comum agora chamada de progressão dos anos 50, que foi chamada de "'Stand by Me' changes" após a música.

## Outras versões notáveis
- A versão italiana de Adriano Celentano de 1962, "Pregherò" (que significa "orarei") chegou ao número 1 nas paradas italianas.[10]

- Muhammad Ali (como Cassius Clay) lançou uma versão em 1963 no seu álbum de comédia / comédia I Am the Greatest. A gravação de Clay foi lançada como o lado B do single homônimo em 1964,[11] fazendo um quadro na Billboard "Bubbling Under Hot 100 Singles".[12] Foi incluído no CD Beat Of The Pops Vol 34.
- A versão de 1967 de Spyder Turner subiu para a terceira posição na parada americana Billboard Black Singles e na 12ª posição na Billboard Hot 100.[13]
- Mickey Gilley lançou sua versão da música em 1980, e foi incluída no filme Urban Cowboy. Foi o seu oitavo # 1 nas paradas dos EUA e também alcançou o 22º lugar no Hot 100 dos EUA.
- As gravações de Maurice White em 1985 chegaram ao número 6, 11 e 50 nas paradas Hot R&B / Hip-Hop Singles & Tracks, Adult Contemporary e Billboard Hot 100, respectivamente.[14]
- Uma versão da música lançada pelo grupo americano R&B, 4 The Cause, em 1998 foi o hit número 1 na Suíça, alcançou a segunda posição das paradas de singles austríaca e alemã e número três na Nova Zelândia, e foi um dos dez mais vendidos em outros países.[15][16]
- Prince Royce gravou uma versão bachata da música como seu single de estreia, alterando partes da letra para o espanhol. Esta versão alcançou o 8º lugar no US Hot Latin Tracks e a número 1 do US Tropical Airplay. No Latin Grammy Awards de 2010, Royce cantou uma versão ao vivo da música junto com Ben E. King.[17] O remake de Royce recebeu um prêmio Lo Nuestro por "Tropical Song of the Year".[18]
- Florence + The Machine gravou a música para a trilha sonora e trailer de Final Fantasy XV em 2016.[19][20] O cover atingiu o 15º lugar na Billboard Hot Rock Singles em dezembro de 2016.[21]
- Skylar Grey gravou a música que apareceu para um comercial da Budweiser para o Super Bowl LII, com o dinheiro para a música ir para a American Red Cross.[22][23]

## Versão de John Lennon
John Lennon gravou sua versão da música para seu álbum Rock 'n' Roll (1975), tornando-se single três semanas após o lançamento do álbum. O remake de Lennon foi seu último sucesso antes de sua aposentadoria de cinco anos da indústria da música. Lennon filmou uma performance da música para o programa The Old Grey Whistle Test em 1975. Em 3 de maio de 1975, esta versão chegou ao 20º lugar na Billboard Hot 100, bem na frente do retorno de King, "Supernatural Thing – Part I", na 21ª posição.

## Versão de Prince Royce
"Stand by Me" é uma canção gravada por Prince Royce, lançada como primeiro single do álbum auto intitulado. 

### Posições
| Chart (2010)                            | Peak position |
| --------------------------------------- | ------------- |
| Estados Unidos - Hot Latin Tracks       | 8             |
| Estados Unidos - Latin Tropical Airplay | 1             |
| Estados Unidos - Heatseekers Songs      | 17            |

## Florence and the Machine
| Gráficos (2016-17)              | Melhor posição |
| ------------------------------- | -------------- |
| Bélgica (Digital Songs)         | 1              |
| Estados Unidos (Hot Rock Songs) | 15             |
| França (SNEP)                   | 162            |